# Гуреев, Алексей Иванович
Алексе́й Ива́нович Гуре́ев (Олекса Гуреев; 12 [25] октября 1913, Ингулец, Херсонская губерния — 5 марта 1999, Киев) — украинский советский писатель.

## Биография
Родился 12 (25) октября 1913 года в посёлке Ингулецкого рудника (впоследствии город Ингулец, ныне в черте города Кривой Рог, Днепропетровская область, Украина) в семье рабочего-каменщика.
Учился в школе в селе Широкое (Широковский район). В начале 1930-х годов работал в криворожской газете «Красный горняк», в которой в 1930 году вышел первый стих. Преподавал в ингулецкой школе № 96. В 1940 году заочно окончил Киевский педагогический институт.
Во время Великой Отечественной войны работал на радиостанции имени Шевченко в Саратове, редактировал партизанские новости. Член Союза писателей УССР с 1943 года. В начале 1944 года возвращается в Киев, работает в издательствах. Член ВКП(б) с 1948 года. Участник съездов писателей УССР.
Умер 5 марта 1999 года в Киеве.